# Antonia Campos
Antonia Campos   (Madrid, 2 de març de 1814 - Madrid, 31 d'agost de 1875) va ser una una cantant d'òpera espanyola.
Va néixer el 2 de març de 1814. Va debutar al teatre del Príncipe, amb tretze va començar a treballar com a partiquina, desenvolupant papers breus, en aquest teatre i el de la Cruz.
El 1834 va debutar com a primera soprano a Madrid, i després va ser contractada com a prima donna a Saragossa, fins a 1838, quan va passar a París. Allà va estudiar amb Piermarini, i més tard es dedicà a l'òpera, assolint molta fama en els teatres de les principals ciutats d'Espanya i Portugal com a prima donna absoluta, passant pels escenaris de Màlaga, Saragossa, Granada, Cadis, Sevilla, Valladolid, Bilbao, Madrid i Porto.
Va demanar i obtenir la seva jubilació l'any 1846. Va morir a Madrid el 31 d'agost de 1875.